# Viadana festae
Viadana festae är en insektsart som först beskrevs av Giglio-tos 1898.  Viadana festae ingår i släktet Viadana och familjen vårtbitare. Inga underarter finns listade i Catalogue of Life.